# Трусково
Трусково — деревня в Киржачском районе Владимирской области России, входит в состав Кипревского сельского поселения.

## География
Деревня расположена на берегу реки Большой Киржач в 20 км на северо-восток от центра поселения деревни Кипрево и в 32 км на северо-восток от райцентра города Киржач.

## История
В конце XIX — начале XX века деревня входила в состав Андреевской волости Александровского уезда. В 1859 году в деревне числилось 19 дворов, в 1905 году — 30 дворов, в 1926 году — 35 дворов.
С 1929 года деревня входила в состав Афанасовского сельсовета Киржачского района, с 2005 года — в составе Андреевского сельского поселения. 

## Население
| 1859 | 1905 | 1926 | 2002 | 2010 | 2021 |
| ---- | ---- | ---- | ---- | ---- | ---- |
| 111  | ↗171 | ↘166 | ↘0   | →0   | ↗3   |